# Корбиниан
Свети Корбиниан (на немски: Der heilige Korbinian, Corbinian; * между 670 и 680, Арпажон, южно от Париж, † 8 септември между 724 и 730, Фрайзинг) е християнски мисионер и първият епископ на Фрайзинг в Бавария. Той се чества на 20 ноември.

## Биография
Корбиниан, син на ирландката Корбиниана и един франк с името Валтекис (също Валдекисо), става още много млад отшелник (еремит). Той построява своята клаузе до една капела близо до родното му място, Saint Germain de Châtres (при Арпажон). През 709 или 710 г. той тръгва на второто си поклоничество до Рим. По пътя за там Корбиниан основава в Куенс (при Меран) един малък манастир.
В Рим папата го мотивира да прекрати еремитския си живот и да стане мисионер в Галия. След седем години той отива отново при папата, който го изпраща обратно във Франкското царство и той пристига в по-късната Бавария.
По желание на баварския херцог Гримоалд II той се установява около 720 г. при Фрайзинг. Той става епископ и след конфликт с херцога трябва да напусне неговата територия. Корбиниан не бил съгласен с женитбата на херцога с Пилитруда (Plektrudis), съпругата на неговия умрял брат и така си докарва нейната омраза.
Корбиниан отива в манастир Куенс и няколко години е в Южен Тирол. След смъртта на Гримоалд († 728), неговият последник херцог Хугберт го извиква обратно в Бавария. Около 725 г. Корбиниан създава Oratorium, в чиято капела се чества Св. Стефан.
На 8 септември между 724 и 730 г. Корбиниан умира и по негово желание е погребан в Куенс. От края на 19 век той е погребан в катедралата на Фрайзинг. Св. Корбиниан се чества на 20 ноември.

## Галерия
- Чудото с мечката – Св. Корбиниан от Фрайзинг като епископ при пресичането на Алпите на път за Рим през 710, 
Ян Полак, 1489
- Кофчеже на Св. Корбиниан
- Катедралата Св. Мария и Св. Корбиниан, Фрайзинг